# Юзефово (Новотомиський повіт)
Юзефово (пол. Józefowo, нім. Josefshof) — село в Польщі, у гміні Львувек Новотомиського повіту Великопольського воєводства.
Населення — 162 особи (2011).
У 1975-1998 роках село належало до Познанського воєводства.

## Демографія
Демографічна структура станом на 31 березня 2011 року:
|          | Загалом | Допрацездатний вік | Працездатний вік | Постпрацездатний вік |
| -------- | ------- | ------------------ | ---------------- | -------------------- |
| Чоловіки | 73      | 12                 | 59               | 2                    |
| Жінки    | 89      | 24                 | 53               | 12                   |
| Разом    | 162     | 36                 | 112              | 14                   |